# Fontans
 Fontans  es una población y comuna francesa, situada en la región de Languedoc-Rosellón, departamento de Lozère, en el distrito de Mende y cantón de Saint-Alban-sur-Limagnole.

## Demografía
| 334 | 318 | 361 | 283 | 278 | 196 |
| Para los censos de 1962 a 1999 la población legal corresponde a la población sin duplicidades (Fuente: INSEE [Consultar]) |     |     |     |     |     |